# 3rd
3rd är en EP/singel av den finländska rockgruppen The Rasmus (då kända som bara "Rasmus"), utgiven i augusti 1996 på Warner Music Finland.
Precis som 2nd består 3rd av två låtar som senare hamnade på debutalbumet Peep i september samma år. Då skivan gavs ut endast i sitt cd-fodral utan omslag eller baksida, är det inte mycket man känner till om den. Dock kan man anta att informationen är densamma som från albumet Peep där båda låtarna också finns med.
3rd var den enda EP:n från Peep-eran med en låt som kom med på Finlands singellista, nämligen coverlåten Ghostbusters som nådde åttonde plats. cd-omslaget ritades av medlemmarna och föreställer samma blåa figur som på 1st.

## Låtlista
Alla låtar är skriva av The Rasmus där inget annat noteras.
1. Ghostbusters (Ray Parker Jr.) – 3:35
2. Fool – 3:43

## Utgivningsinfo
| Datum        | Format | Skivbolag                     | Katalognummer |
| ------------ | ------ | ----------------------------- | ------------- |
| Augusti 1996 | CD     | Evidence/Warner Music Finland | 0630-16388-2  |

## Medverkande
The Rasmus:
- Lauri Ylönen – sång
- Eero Heinonen – bas
- Pauli Rantasalmi – gitarr
- Janne Heiskanen – trummor

Produktion: (enligt samma låtar på Peep)
- The Rasmus & Teja Kotilainen – produktion
- Juha Heininen – inspelning, mixning (Millbrook Studio)
- Ilkka Herkman – inspelning (H.I.P. Studio)
- Pauli Saastamoinen – mastering (Finnvox Studios)